# سیارک ۱۷۱۴۵۸
سیارک ۱۷۱۴۵۸ (به انگلیسی: 171458 Pepaprats، نامگذاری:2007TF14) صد و هفتاد و یک هزار و چهارصد و پنجاه و هشتمین سیارک کشف شده‌است که در ۷ اکتبر ۲۰۰۷ کشف شد.